# Sarracenia leucophylla
Sarracenia leucophylla es una planta carnívora del género Sarracenia. Como todas las especies de Sarracenia, es nativa del nuevo mundo y habita en sabanas húmedas y nutrientes de Pinus palustris a lo largo de la costa estadounidense del Golfo de México, por lo general al oeste del río Apalachicola en el estado de Florida. 
La especie es muy variable con respecto a sus hojas en forma de tubos, con plantas llegando a casi 1 metro de altura en algunas localidades, mientras que en otras las plantas pueden ser pequeñas (tales como 30 cm encontrada en Garcon Point en el condado de Santa Rosa, Florida. 

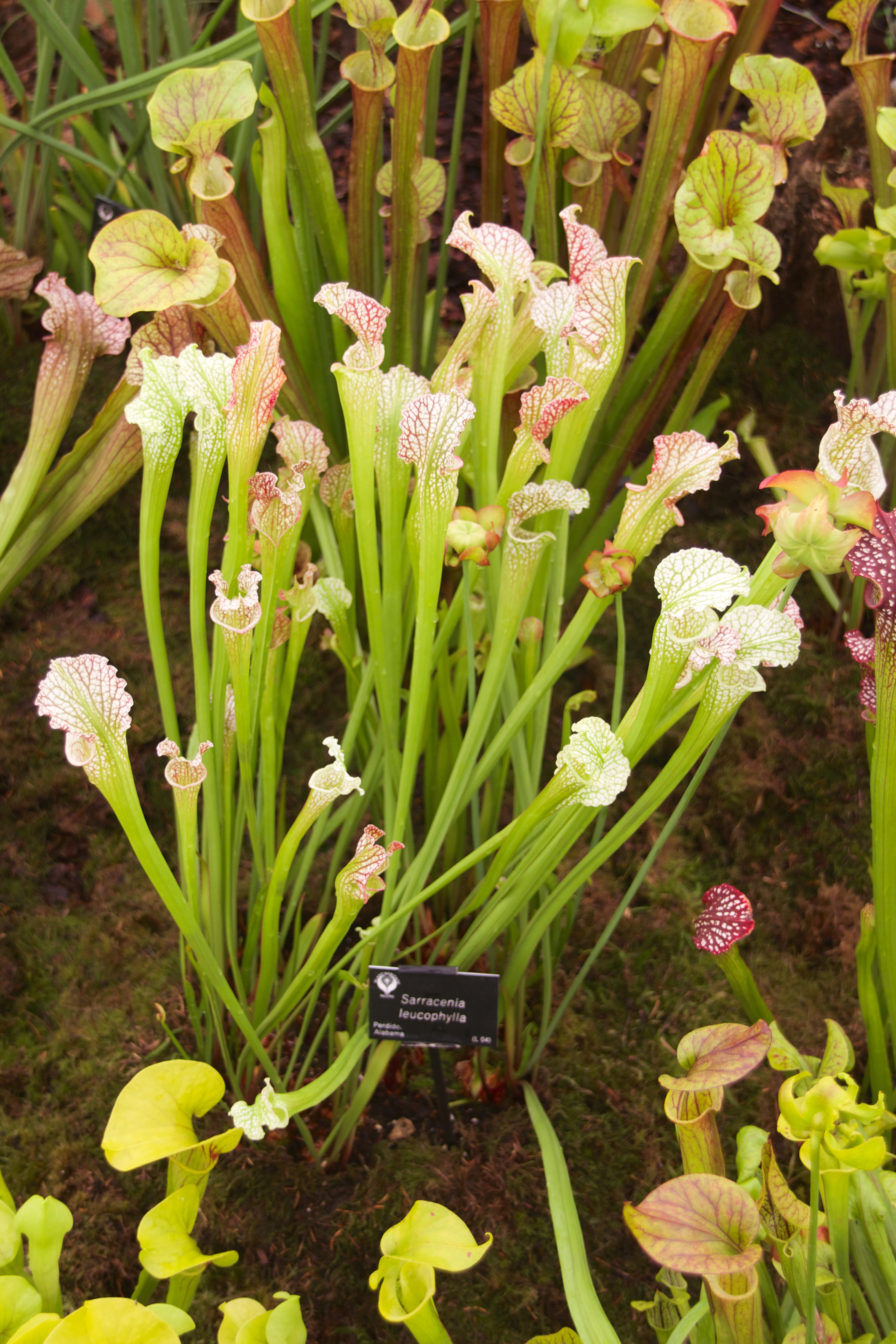
Vista de la planta

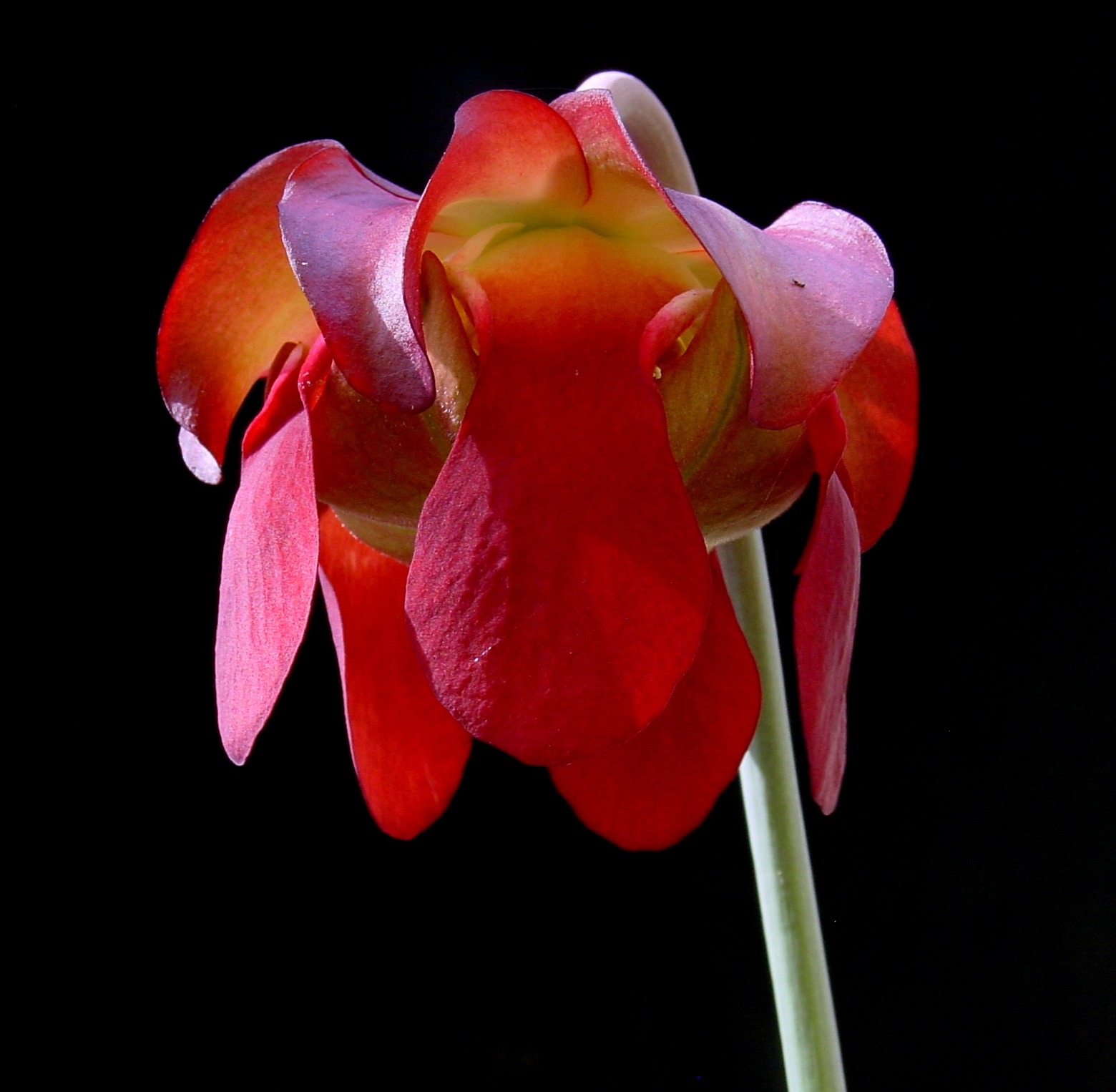
Flor

## Descripción
S. leucophylla produce flores de color carmesí en la primavera antes de que crezcan las hojas carnívoras característicamente pequeñas. Estas son generalmente seguidas en el solsticio de verano con hojas planas no carnívoras conocidas como filodios. Luego, a principios de otoño, se producen sus hojas más robustas en forma de tubos. 

## Taxonomía
Sarracenia leucophylla fue descrita por Constantine Samuel Rafinesque y publicado en Florula Ludoviciana, or, a flora of the state of . . . 14, en el año 1817.
Etimología
Sarracenia: nombre genérico que fue nombrado por el médico francés Michel Sarrasin (Sarracenus) (1659-1734), un naturalista y coleccionista de plantas en Quebec, aunque una segunda fuente dice que deriva de otro médico francés llamado Jean Antoine Sarrasin (1547-1598), quien tradujo una obra de Dioscórides.
leucophylla: epíteto latíno que significa "con hojas blancas".
Sinonimia
- Sarracenia leucophilla (lapsus)
- Sarracenia drummondii[4]

## Cultivo
Sarracenia leucophylla se cultiva como planta ornamental. A pesar de su área de distribución nativa en el sureste de los EE. UU., es notablemente resistente y se puede cultivar al aire libre incluso en las zonas de rusticidad 6 y más frías con una cuidadosa protección invernal. En cultivo, por lo general, es menos tolerante a las condiciones del agua estancada y requiere un drenaje adecuado del suelo y, al mismo tiempo, conservar los niveles de humedad necesarios para evitar la pudrición de las raíces.
Se reconocen varios clones: 
- Schnell's Ghost, un clon de flores amarillas con un poco de rojo en las jarras (aunque no libre de antocianinas)
- Hurricane Creek White, un grupo de plantas predominantemente blancas de Hurricane Creek, Alabama
- Tarnok, una forma mutante que produce una flor doble vistosa, aunque estéril
- Titan, una forma especialmente alta y robusta que puede producir cántaros de caída de más de 38 pulgadas (97 cm) de altura.

## Conservación
Es una de las especies de Sarracenia más grandes y vistosas, y esto la ha hecho vulnerable a los cazadores furtivos, así como al interés del comercio floral. Sin embargo, como es el caso con muchas especies de Sarracenia, la mayor amenaza es la pérdida de su hábitat de humedales únicos para el desarrollo a lo largo de la costa del Golfo, así como la sucesión de bosques que históricamente se mantuvo bajo control por los incendios naturales.